# Beate Meißner
Beate Meißner (ur. 2 kwietnia 1982 w Marienbergu) – niemiecka polityk i prawnik, działaczka Unii Chrześcijańsko-Demokratycznej (CDU), minister w rządzie Turyngii.

## Życiorys
W 2000 roku uzyskała świadectwo dojrzałości, a następnie rozpoczęła studia prawnicze na Uniwersytecie im. Fryderyka Schillera w Jenie, które ukończyła w 2005 roku zdaniem pierwszego państwowego egzaminu prawniczego. Równolegle, w latach 2001–2005, realizowała studia certyfikowane z zakresu nauk politycznych. W latach 2005–2011 odbywała aplikację prawniczą przy Sądzie Krajowym w Erfurcie, zakończoną drugim państwowym egzaminem prawniczym.
Z działalnością polityczną związana jest od 1998 roku, kiedy wstąpiła do Junge Union. Od 2003 roku jest członkinią CDU. W 2006 roku została wybrana do landtagu Turyngii. Od 2009 roku zasiada również w radzie miasta Sonneberg, a od 2014 roku w radzie powiatu Sonneberg. W latach 2013–2015 pełniła funkcję przewodniczącej powiatowych struktur CDU w Sonnebergu. Od 2022 roku jest wiceprzewodniczącą CDU w Turyngii.
13 grudnia 2024 roku objęła stanowisko ministra sprawiedliwości, migracji i ochrony konsumentów w rządzie Turyngii. Od tego samego dnia jest również członkiem zastępczym Bundesratu. 

## Życie prywatne
Jest wdową i ma jedno dziecko.